# Allan Johansson
Knut Allan Johansson, född den 17 februari 1919 i Matteus församling, Stockholm, död den 9 november 1991 i Solna församling, var en svensk pianist, kompositör, kapellmästare och sångare.

## Biografi
Allan Johansson växte upp i Alvik och började spela piano när han slutat skolan 1935, arbetade sedan som vaktmästare i Stockholms stadshus och spelade dansmusik i olika amatörorkestrar på fritiden. Sommaren 1939 spelade han i Lulle Ellbojs orkester på Gröna Lund, och fick sitt genombrott 1940 då han vikarierade för Stig Holm i Thore Ehrlings orkester. Då han samma år blev inkallad i kustartilleriet under beredskapstiden kom han till Arméns nöjesdetalj, och medverkade bland annat i militärrevyn "På kryss med Albertina".
Johansson spelade sedan i Gösta Törners orkester, innan han bildade egen orkester 1946. Han var medlem av sånggruppen Flickery Flies 1946–1964 och kapellmästare i Knäppupprevyerna 1952–1961. Han var under åren 1953–1972 gift med Brita Borg.

## Filmografi

### Musik (urval)
- 1945 – Det var en gång ...
- 1946 – Ungdom i fara
- 1948 – De kämpade sig till frihet
- 1953 – Glasberget
- 1958 – Den store amatören
- 1959 – Rymdinvasion i Lappland

### Roller (urval)
- 1943 – En melodi om våren
- 1946 – Möte i natten
- 1946 – Klockorna i Gamla Sta'n
- 1950 – Stjärnsmäll i Frukostklubben
- 1953 – I dur och skur
- 1954 – I rök och dans
- 1957 – Kortknäpp

## Teater och revy

### Roller
| År   | Roll          | Produktion                                                                            | Regi               | Teater                     |
| ---- | ------------- | ------------------------------------------------------------------------------------- | ------------------ | -------------------------- |
| 1952 | Medverkande   | Knäppupp I - Akta huvet, revy Povel Ramel                                             | Per-Martin Hamberg | Lorensbergs Cirkus/ Folkan |
| 1954 | Medverkande   | Knäppupp II - Denna sida upp, revy Povel Ramel och Yngve Gamlin                       | Per-Martin Hamberg | Idéonteatern               |
| 1957 | Kapellmästare | Kråkslottet, revy Karl Gerhard                                                        | Hasse Ekman        | Idéonteatern               |
| 1958 | Kapellmästare | Spetsbyxor, vaudeville P.A. Henriksson                                                | Nils Poppe         | Idéonteatern               |
| 1959 | Medverkande   | Doktor Kotte slår till eller Siv Olson Hans Alfredson och Tage Danielsson             | Per Edström        | Idéonteatern               |
| 1961 | Medverkande   | I hatt och strumpa, revy Hans Alfredson, Tage Danielsson, Owe Thörnqvist, Povel Ramel | Mille Schmidt      | Idéonteatern               |
| 1962 | Medverkande   | Dax igen Povel Ramel                                                                  | Herman Ahlsell     | Idéonteatern Turné         |